# Suvo Selo
Suvo Selo (cyr. Суво Село) – wieś w Serbii, w okręgu maczwańskim, w gminie Vladimirci. W 2011 roku liczyła 352 mieszkańców.